# Harrisburg (Illinois)
Harrisburg – miasto w Stanach Zjednoczonych, w stanie Illinois, w hrabstwie Saline.